# 克拉苏·狄维斯·穆齐阿努斯
克拉苏·狄维斯·穆齐阿努斯（英語：Publius Licinius Crassus Dives Mucianus），（前180年—前130年）。古罗马政治家之一，保民官提比略·格拉古的支持者之一。也是盖约·格拉古的岳父。他在提比略·格拉古死后继承其政策，与保守派相对立。后又担任祭司长，公元前131年成为执政官。公元前130年他成为古罗马历史上首位出生于意大利之外的军事统帅出征小亚细亚，但在战争中阵亡。